# David Arkenstone
David Arkenstone (ur. 1 lipca 1952 w Chicago, Illinois) – amerykański muzyk, najczęściej łączony z nurtem new age.

## Życiorys
David Arkenstone od końca lat 80. należy do najbardziej znanych twórców współczesnej muzyki instrumentalnej. Jego muzyka charakteryzuje się wyraźna fabularyzacją. Niemal wszystkie jego płyty mają tematykę fantasy; wiele z nich jest wydawana z załączonymi mapą i opowiadaniem. Dominuje na nich muzyka instrumentalna, niekiedy z partiami wokalnymi. Dominują w niej instrumenty akustyczne i elektroniczne, łączone z gitarą i instrumentami klawiszowymi. Sam Arkenstone jako źródła swojej inspiracji podaje world music, new age, muzykę poważną i rockową.
Wydany w 1994 album Another Star in the Sky został nagrany w systemie Dolby Surround, jako pierwszy album artysty New Age. Album Quest of the Dream Warrior (1995) zawierał opowieść napisana przez Arkenstone'a przy współpracy z pisarką fantasy Mercedes Lackey i zilustrowaną przez muzykę.
W 2000 Arkenstone otrzymał nagrodę New Age Voice w kategorii "Najlepsze nagranie" za płytę Caravan of Light.
Arkenstone produkuje także muzykę na potrzeby telewizji i przemysłu rozrywkowego. Komponował dla History Channel, Discovery Channel i NBC, jego muzykę można także usłyszeć w grach komputerowych Lands of Lore: Guardians of Destiny i Lands of Lore III, Emperor: Battle for Dune, Blade Runner oraz World of Warcraft.
Były mąż Diane Arkenstone.

## Dyskografia
- Valley in the Clouds (1987, Narada Productions)
- Island (z Andrew White'em, 1989, Narada)
- Citizen of Time (1991, Narada)
- In the Wake of the Wind (1991, Narada)
- The Spirit of Olympia (z Kostią, 1992, Narada)
- Robot Wars (1993, Moonstone) – ścieżka dźwiękowa
- Another Star in the Sky (1994, Narada)
- Quest of the Dream Warrior (1995, Narada)
- Return of the Guardians (1996, Narada)
- Convergence (z Davidem Lanzem, 1996, Narada)
- Spirit Wind (1997, Windham Hill)
- Enchantment: A Magical Christmas (1997, Narada)
- Troika II: Dream Palace (1997, Enso/Narada)
- The Celtic Book of Days (1998, Windham Hill)
- Citizen of the World (1999, Windham Hill)
- Caravan of Light (2000, Narada)
- Frontier (2001, Paras Recording)
- Music Inspired by Middle Earth (2001, Neo Pacifica Recordings)
- Spirit of Tibet: A Musical Odyssey (2002, Green Hill Productions)
- Sketches from an American Journey (2002, Paras Recording)
- Spirit of Ireland (2003, Green Hill Productions)
- Christmas Pan Pipes (2003, Green Hill Productions)
- Spirit of the Rain Forest (2003, Green Hill Productions)
- African Skies (z Diane Arkenstone, 2003, Neo Pacifica Recordings)
- Christmas Spirit (2003, Village Square)
- Echoes of Egypt (z Diane Arkenstone, 2004, Neo Pacifica Recordings)
- Caribbean Dreams (2004, Village Square)
- Atlantis: A Symphonic Journey (2004, Narada Records)
- Myths & Legends (2007, Gemini Sun Records)
- Celtic Chillout (2010)

Kompilacje
- Chronicles (1993, Narada)
- Eternal Champion (1998, Narada)
- Visionary (2002, Narada)
- Best of David Arkenstone (2005, Narada)